# Proshermacha armigera
Proshermacha armigera is een spinnensoort uit de familie Anamidae. De wetenschappelijke naam van de soort werd voor het eerst geldig gepubliceerd in 1918 door Rainbow en Pulleine als Aname armigera.
De soort komt voor in West-Australië.